# برنارد بولفر
برنارد بولفر هو لاعب كرة قدم سويسري في مركز حراسة المرمى، ولد في 1963. لعب مع نادي بازل.